# Natação no Campeonato Mundial de Esportes Aquáticos de 2023 - 4x100 m livre misto
A disputa na modalidade 4x100 metros livre misto de Natação no Campeonato Mundial de Esportes Aquáticos de 2023 fora realizada no dia 29 de julho de 2023 na Marine Messe Fukuoka em Fukuoka, no Japão. Ao todo, 184 nadadores, divididas em ao menos quartetos, totalizando 43 Comitês Olímpicos Nacionais, estavam previstos para participarem do evento. Nesta disputa, a equipe australiana tornou-se bicampeã mundial.

## Formato da competição
A competição consiste em duas rodadas: eliminatórias e final. As equipes com os 8 melhores tempos nas eliminatórias avançam a final. Desempates (swim-offs) são utilizados conforme necessário para quebrar os empates de avanço a próxima rodada.

## Calendário
Todos os horários estão na Hora legal japonesa (UTC+9).
| Data                | Horário | Fase          |
| ------------------- | ------- | ------------- |
| 29 de julho de 2023 | 11:23   | Eliminatórias |
| 29 de julho de 2023 | 21:45   | Final         |

## Recordes
Antes desta competição, os recordes mundiais e do campeonato nesta prova eram os seguintes:
| Tipo                  | Atleta    | Tempo     | Local     | Data                |
| --------------------- | --------- | --------- | --------- | ------------------- |
|                       | Austrália | 3m 19s 38 | Budapeste | 24 de junho de 2022 |
| Recorde do campeonato | Austrália | 3m 19s 40 | Gwangju   | 27 de julho de 2019 |

## Medalhistas
| Ouro | Prata | Bronze |
| Austrália · Jack Cartwright · Kyle Chalmers · Shayna Jack · Mollie O'Callaghan · Flynn Southam · Madison Wilson · Meg Harris | Estados Unidos · Jack Alexy · Matt King · Abbey Weitzeil · Kate Douglass · Chris Guiliano · Olivia Smoliga · Bella Sims | Reino Unido · Matt Richards · Duncan Scott · Anna Hopkin · Freya Anderson · Jacob Whittle · Tom Dean · Lucy Hope |

## Resultados

### Eliminatórias
As eliminatórias foram realizadas no dia 29 de julho com início às 11:23.
| Pos. | Bateria | Raia | CON                             | Nadadores | Tempo   | Notas            |
| ---- | ------- | ---- | ------------------------------- | --- | ------- | ---------------- |
| 1    | 5       | 4    | Austrália                       | Flynn Southam (48.69) Jack Cartwright (47.81) Madison Wilson (52.98) Meg Harris (52.40)                         | 3:21.88 | Q                |
| 2    | 5       | 5    | Estados Unidos                  | Matt King (48.32) Chris Guiliano (48.18) Olivia Smoliga (53.30) Bella Sims (54.05)                              | 3:23.85 | Q                |
| 3    | 5       | 6    | Itália                          | Manuel Frigo (48.54) Alessandro Miressi (47.56) Costanza Cocconcelli (54.41) Sofia Morini (53.88)               | 3:24.39 | Q                |
| 4    | 4       | 5    | Reino Unido                     | Jacob Whittle (48.84) Tom Dean (47.93) Lucy Hope (53.87) Freya Anderson (53.77)                                 | 3:24.41 | Q                |
| 5    | 4       | 4    | Canadá                          | Ruslan Gaziev (48.27) Javier Acevedo (48.07) Mary-Sophie Harvey (54.13) Taylor Ruck (54.16)                     | 3:24.63 | Q                |
| 6    | 4       | 0    | Japão                           | Tomonobu Gomi (49.65) Katsumi Nakamura (48.59) Nagisa Ikemoto (53.79) Yume Jinno (54.44)                        | 3:26.47 | Q                |
| 7    | 5       | 2    | Brasil                          | Guilherme Caribé Santos (48.67) Felipe Ribeiro (48.95) Ana Carolina Vieira (54.64) Stephanie Balduccini (54.22) | 3:26.48 | Q                |
| 8    | 3       | 4    | Alemanha                        | Peter Varjasi (48.93) Rafael Miroslaw (48.40) Nele Schulze (54.58) Nina Holt (54.87)                            | 3:26.78 | Q                |
| 9    | 4       | 2    | China                           | Yang Jintong (49.91) Ji Yicun (49.32) Yang Junxuan (54.47) Wu Qingfeng (53.38)                                  | 3:27.08 |                  |
| 10   | 5       | 3    | França                          | Max Berg (49.36) Guillaume Guth (48.74) Assia Touati (55.09) Lison Nowaczyk (54.43)                             | 3:27.62 |                  |
| 11   | 4       | 3    | Suécia                          | Robin Hanson (49.46) Björn Seeliger (48.93) Louise Hansson (54.31) Sofia Åstedt (54.94)                         | 3:27.64 |                  |
| 12   | 4       | 6    | Países Baixos                   | Kenzo Simons (49.67) Caspar Corbeau (49.28) Milou van Wijk (54.34) Sam van Nunen (54.54)                        | 3:27.83 |                  |
| 13   | 5       | 1    | Coreia do Sul                   | Ji Yu-chan (49.11) Yang Jae-hoon (49.17) Hur Yeon-kyung (54.43) Jeong So-eun (55.28)                            | 3:27.99 | Recorde nacional |
| 14   | 4       | 1    | Israel                          | Denis Loktev (49.69) Meiron Cheruti (49.36) Anastasia Gorbenko (54.44) Daria Golovaty (55.29)                   | 3:28.78 |                  |
| 15   | 4       | 8    | Grécia                          | Andreas Vazaios (49.19) Stergios Bilas (48.49) Theodora Drakou (55.05) Maria-Thaleia Drasidou (56.23)           | 3:28.96 |                  |
| 16   | 4       | 7    | Nova Zelândia                   | Cameron Gray (48.77) Carter Swift (49.06) Helena Gasson (55.79) Chelsey Edwards (55.43)                         | 3:29.05 |                  |
| 17   | 5       | 7    | Espanha                         | Sergio de Celis (48.88) Carles Coll (49.27) Carmen Weiler (55.27) Ainhoa Campabadal (55.64)                     | 3:29.06 |                  |
| 18   | 5       | 9    | África do Sul                   | Clayton Jimmie (50.04) Aimee Canny (54.58) Roland Schoeman (50.48) Rebecca Meder (55.06)                        | 3:30.16 | Recorde africano |
| 19   | 1       | 6    | México                          | Jorge Iga (48.76) Andres Dupont (48.77) Athena Meneses (56.59) Tayde Revilak (56.65)                            | 3:30.77 |                  |
| 20   | 5       | 8    | Singapura                       | Jonathan Tan (49.24) Mikkel Lee (49.30) Quah Ting Wen (55.65) Quah Jing Wen (56.70)                             | 3:30.89 |                  |
| 21   | 3       | 7    | Eslováquia                      | Matej Duša (49.89) František Jablčník (50.82) Tamara Potocká (55.04) Teresa Ivan (55.66)                        | 3:31.41 |                  |
| 22   | 5       | 0    | Hong Kong                       | Lau Shiu Yue (52.28) Ian Ho (49.16) Camille Cheng (55.69) Chloe Cheng (57.83)                                   | 3:34.96 |                  |
| 23   | 2       | 0    | Aruba                           | Mikel Schreuders (49.15) Bransly Dirksz (52.97) Elisabeth Timmer (57.77) Chloe Farro (58.00)                    | 3:37.89 |                  |
| 24   | 2       | 7    | Bermudas                        | Benedict Parfit (52.54) Jack Harvey (51.94) Maddy Moore (57.75) Emma Harvey (56.63)                             | 3:38.86 |                  |
| 25   | 3       | 6    | Tailândia                       | Dulyawat Kaewsriyong (50.70) Tonnam Kanteemool (51.27) Kamonchanok Kwanmuang (57.06) Jenjira Srisaard (1:00.35) | 3:39.38 |                  |
| 26   | 3       | 3    | Federação suspensa              | Monyo Maina (53.08) Swaleh Abubakar Talib (54.34) Emily Muteti (57.78) Maria Brunlehner (57.38)                 | 3:42.58 |                  |
| 27   | 3       | 2    | Bahamas                         | Lamar Taylor (50.10) Davante Carey (51.84) Rhanishka Gibbs (1:02.16) Zaylie Thompson (59.09)                    | 3:43.19 |                  |
| 28   | 3       | 5    | Armênia                         | Artur Barseghyan (51.71) Ashot Chakhoyan (55.59) Ani Poghosyan (58.85) Varsenik Manucharyan (58.80)             | 3:44.95 |                  |
| 29   | 2       | 2    | Antígua e Barbuda               | Stefano Mitchell (51.74) Jadon Wuilliez (51.42) Bianca Mitchell (1:01.05) Aunjelique Liddie (1:01.17)           | 3:45.38 |                  |
| 30   | 3       | 1    | Uganda                          | Tendo Mukalazi (52.57) Adnan Kabuye (53.71) Tara Naluwoza (1:02.05) Kirabo Namutebi (59.47)                     | 3:47.80 |                  |
| 31   | 1       | 5    | Nigéria                         | Clinton Opute (52.71) Colins Obi Ebingha (51.52) Dorcas Abeng (1:02.21) Adaku Nwandu (1:02.39)                  | 3:48.83 |                  |
| 32   | 3       | 8    | Samoa                           | Olivia Borg (58.90) Brandon Schuster (53.51) Kaiya Brown (1:01.92) Kokoro Frost (54.96)                         | 3:49.29 |                  |
| 33   | 2       | 9    | Panamá                          | Jeancarlo Calderon Harper (53.33) Emily Santos (1:01.94) Carolina Cermelli (1:04.25) Tyler Christianson (53.67) | 3:53.19 |                  |
| 34   | 3       | 9    | Guam                            | James Hendrix (53.80) Mia Lee (1:01.82) Amaya Bollinger (1:04.92) Israel Poppe (54.00)                          | 3:54.54 |                  |
| 35   | 2       | 1    | Bahrein                         | Ali Sadeq Alawi (54.62) Abdulla Khalid Jamal (54.27) Asma Lefahler (1:01.36)\|Ayah Binrajab (1:04.52)           | 3:54.77 |                  |
| 36   | 3       | 0    | Angola                          | Henrique Mascarenhas (52.76) Salvador Gordo (55.17) Maria Lopes Freitas (1:03.19) Lia Ana Lima (1:07.72)        | 3:58.84 |                  |
| 37   | 1       | 4    | Papua-Nova Guiné                | Nathaniel Noka (57.02) Josh Tarere (56.89) Abigail Ai Tom (1:08.45) Georgia-Leigh Vele (1:00.78)                | 4:03.14 |                  |
| 38   | 1       | 3    | Estados Federados da Micronésia | Taeyanna Adams (1:06.22) Tasi Limtiaco (54.87) Kyler Anthony Kihleng (58.46) Kestra Kihleng (1:04.32)           | 4:03.87 |                  |
| 39   | 2       | 4    | Ilhas Marianas do Norte         | Isaiah Aleksenko (52.29) Anthony Deleon (56.51) Shoko Litulumar (1:09.97) Maria Batallones (1:06.85)            | 4:05.62 |                  |
| 40   | 2       | 6    | Cabo Verde                      | Jayla Pina (59.84) Ailton Lima (1:00.04) La Troya Pina (1:07.62) Troy Pina (59.85)                              | 4:07.35 |                  |
| 41   | 2       | 8    | Malawi                          | Filipe Gomes (53.49) Ammara Pinto (1:11.36) Tayamika Chang'Anamuno (1:06.13) Muhammad Ali Moosa (1:03.45)       | 4:14.43 |                  |
| 42   | 2       | 5    | Maldivas                        | Hamna Ahmed (1:10.02) Ali Imaan (58.07) Mohamed Rihan Shiham (1:09.78) Meral Ayn Latheef (59.87)                | 4:17.74 |                  |
| 43   | 2       | 3    | Palau                           | Jion Hosei (58.52) Travis Dui Sakurai (57.70) Galyah Ngerchesiuch Mikel (1:11.78) Yuri Hosei (1:09.91)          | 4:17.91 |                  |
| 44   | 4       | 9    | Colômbia                        | | DNS     | DNS              |

### Final
A final será realizada no dia 29 de julho às 21:45.
| Pos.              | Raia | CON            | Nadadoras | Tempo   | Notas           |
| ----------------- | ---- | -------------- | --- | ------- | --------------- |
| Medalha de ouro   | 4    | Austrália      | Jack Cartwright (48.14) Kyle Chalmers (47.25) Shayna Jack (51.73) Mollie O'Callaghan (51.71)                    | 3:18.83 | Recorde mundial |
| Medalha de prata  | 5    | Estados Unidos | Jack Alexy (47.68) Matt King (47.78) Abbey Weitzeil (52.94) Kate Douglass (52.42)                               | 3:20.82 |                 |
| Medalha de bronze | 6    | Reino Unido    | Matt Richards (47.83) Duncan Scott (47.46) Anna Hopkin (53.30) Freya Anderson (53.09)                           | 3:21.68 | Recorde europeu |
| 4                 | 2    | Canadá         | Joshua Liendo (48.65) Ruslan Gaziev (47.58) Maggie Mac Neil (53.59) Mary-Sophie Harvey (54.00)                  | 3:23.82 |                 |
| 5                 | 3    | Itália         | Alessandro Miressi (47.97) Thomas Ceccon (47.93) Costanza Cocconcelli (54.84) Sofia Morini (53.79)              | 3:24.53 |                 |
| 6                 | 1    | Brasil         | Guilherme Caribé Santos (48.32) Felipe Ribeiro (48.31) Ana Carolina Vieira (54.47) Stephanie Balduccini (54.11) | 3:25.21 |                 |
| 7                 | 7    | Japão          | Tomonobu Gomi (49.58) Katsumi Nakamura (48.60) Nagisa Ikemoto (53.67) Yume Jinno (55.11)                        | 3:26.96 |                 |
| 8                 | 8    | Alemanha       | Peter Varjasi (49.06) Rafael Miroslaw (48.73) Nele Schulze (54.65) Nina Holt (54.74)                            | 3:27.18 |                 |

Legenda
| Recorde mundial       | Recorde mundial (World record)               |                       | Recorde africano                      | Recorde africano (African) |                                           | Q | Classificado por posição (Qualified) |
| Recorde do campeonato | Recorde do campeonato (Championship record)  | Recorde da América    | Recorde da América (Americas)         | q                          | Classificado por melhor tempo (Qualified) |   |                                      |
| Melhor marca do ano   | Melhor marca do ano (World leading)          | Recorde asiático      | Recorde asiático (Asian)              | DNS                        | Não largou (Did not start)                |   |                                      |
| Recorde nacional      | Recorde nacional (National record)           | Recorde europeu       | Recorde europeu (European)            | DNF                        | Não terminou (Did not finish)             |   |                                      |
| Recorde pessoal       | Recorde pessoal do atleta (Personal best)    | Recorde da Oceania    | Recorde da Oceania (Oceania)          | DSQ / DQ                   | Desclassificado (Disqualified)            |   |                                      |
| Recorde da temporada  | Recorde da temporada do atleta (Season best) | Recorde sul-americano | Recorde sul-americano (South America) | NM                         | Sem marca (No mark)                       |   |                                      |